# Hřebenáč

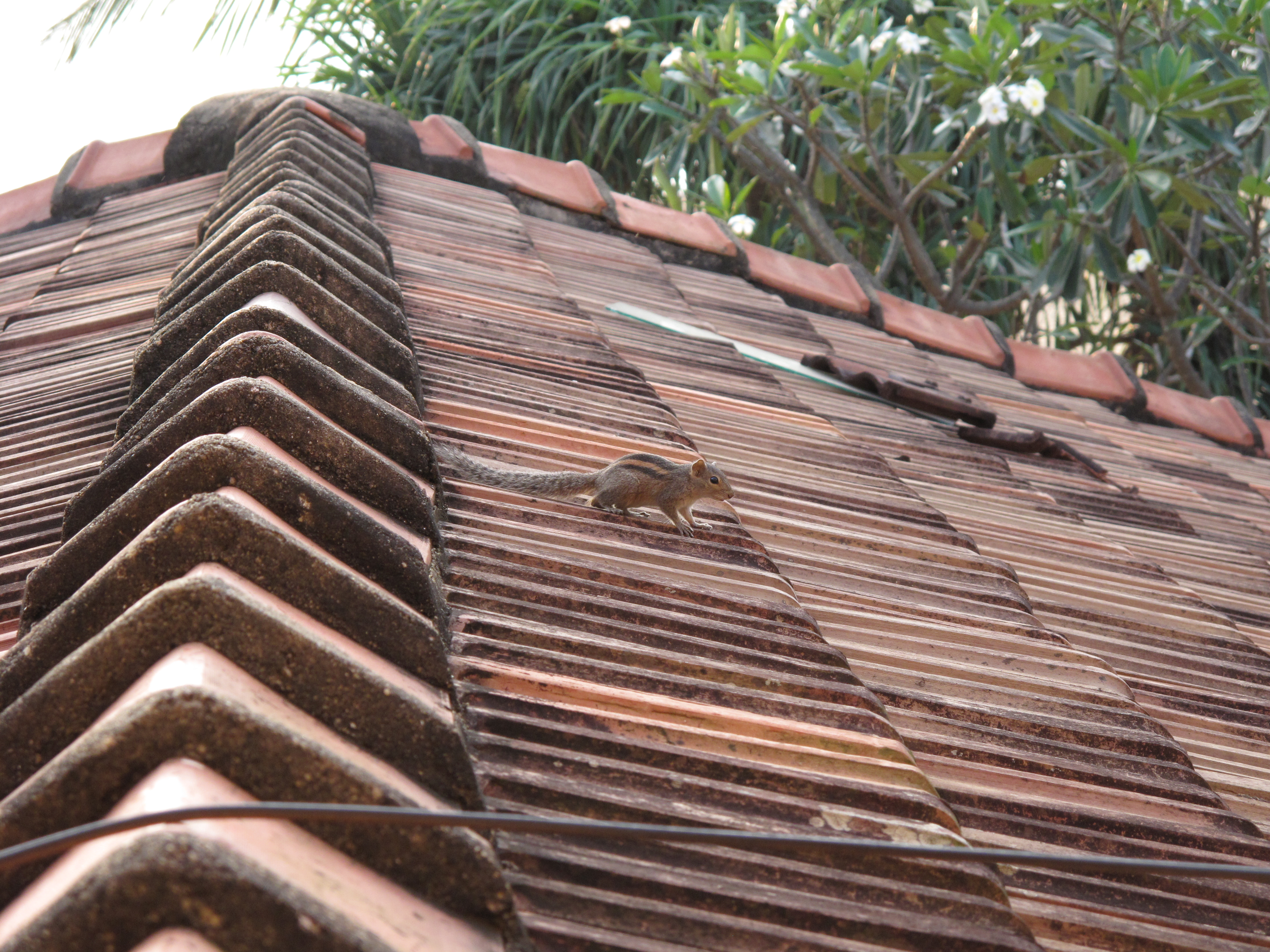
Řada hřebenáčů volně na sebe položených

Hřebenáč je druh střešní tašky, který zakrývá na hřebeni střechy jiné tašky. Hřebenáče jsou pálené, nebo betonové. Jejich funkce je zakrytí střechy v místě kde dochází ve vrcholu střechy ke styku dvou ploch. Hřebenáče se posazují buď do předem připravené drážky, nebo se přizdívají speciální maltou. Pokládají se jeden na druhý, tak aby v dané lokalitě kladly větru co nejmenší odpor. Hřebenáče bývají polokruhovité nebo trojúhelníkovité.